# جرين المقإبر (السدة)

تعديل مصدري - تعديل

جرين المقابر محلة تابعة لقرية بيت اللبود، التابعة لعزلة التويتي بمديرية السدة إحدى مديريات محافظة إب في الجمهورية اليمنية.، بلغ تعداد سكانها 105 حسب تعداد اليمن لعام 2004.